# Lottigna

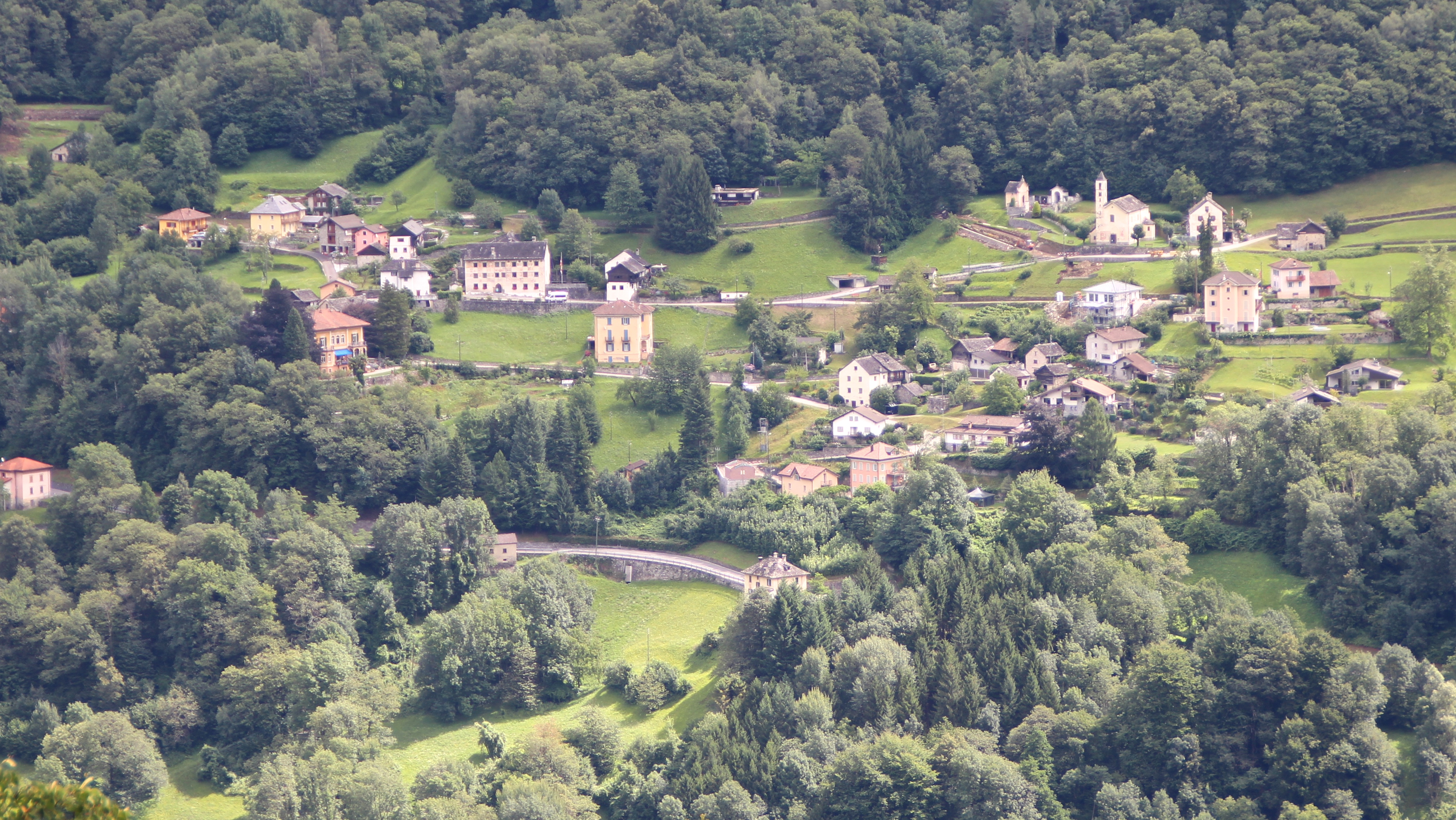
Pueblo de Lottigna

Lottigna es una comuna suiza del cantón del Tesino.

## Geografía
Se la registra en 1201 como Lotingnia.
La municipalidad contiene a la comuna de Acquarossa. 
Tenía 105 hab. en 1682, y de 1850 a 1950 su población se mantuvo estable en 130. Decayó a 79 en 1970 y en 2000.
En 2004,  esta municipalidad se une con sus vecindades municipales Castro, Corzoneso, Dongio, Largario, Leontica, Marolta, Ponto Valentino y Prugiasco  formando una nueva municipalidad Acquarossa.